# Kościół Matki Bożej Królowej Polski w Bielicach
Kościół Matki Bożej Królowej Polski – rzymskokatolicki kościół parafialny należący do parafii pod tym samym wezwaniem (dekanat Kołbacz w archidiecezji szczecińsko-kamieńskiej).
Jest to świątynia wzniesiona z granitowych kwadr w XIV wieku. Początkowo wymurowana była tylko sala na planie prostokąta. W tym czasie kościół został nakryty dwuspadowym dachem, złożonym z ceramicznych dachówek. Dopiero w czasie przebudowy, która została wykonana w XIX wieku, budowla została otrzymała ceglaną pięciokątną absydę i kwadratową wieżę zwieńczoną dwuspadowym dachem. Podczas przebudowy przemurowane zostały także okna i portal wejściowy.
Podczas II wojny światowej świątynia została pozbawiona wyposażenia i pozostawiona na pastwę losu, co spowodowało jej stopniową dewastację. Funkcja sakralna została przywrócona kościołowi dopiero w 1963 roku. Podczas jednego z przeprowadzonych w XX wieku remontów najstarsza bryła świątyni została otynkowana, co spowodowało utracenie przez nią charakterystycznego dla kościołów Pomorza Zachodniego wyglądu. Podczas ostatnich prac konserwatorskich przeprowadzonych we wnętrzu kościoła zostały odkryte XV-wieczne polichromie, ukryte dotychczas pod grubą warstwą tynku. Odsłonięte podczas próbnych badań fragmenty pozwalają domniemywać, że całość polichromii przedstawia postaci świętych, wzbogacone o motywy geometryczne i roślinne. We wrześniu 2022 roku nastąpiła instalacja nowego marmurowego ołtarza. W czerwcu 2024 r. rozpoczęto prace remontowe na wieży.